# توموکو هاگیوارا
توموکو هاگیوارا (به انگلیسی: Tomoko Hagiwara) (زادهٔ ۱۳ آوریل ۱۹۸۰) شناگر اهل ژاپن است.